# Malaltia d'Andersen
La malaltia d'Andersen o glicogenosi de tipus IV és causada per la deficiència de l'enzim ramificant amilo a-1,4-1,6-glucotransferasa. Clínicament aquests pacients presenten, en el període de lactància, hepatosplenomegàlia progressiva, hipotonia molt intensa i atròfia muscular, amb desenvolupament consegüent de cirrosi hepàtica a causa de l'acumulació de glucogen d'estructura anormal, sense ramificacions.
Els pacients moren en el segon any de vida per insuficiència hepàtica i cardiopatia. El diagnòstic es basa en la demostració del dèficit enzimàtic en fibroblasts i hematies i en l'acumulació de glicogen d'estructura anòmala en teixits. L'esperança de vida és de dos anys i l'únic tractament pal·liatiu és, pel que sembla, el trasplantament hepàtic (efectuat en un sol pacient però amb resultats molt encoratjadors). El diagnòstic prenatal és possible utilitzant diferents tècniques.